# Xã Eagle, Quận Black Hawk, Iowa
Xã Eagle (tiếng Anh: Eagle Township) là một xã thuộc quận Black Hawk, tiểu bang Iowa, Hoa Kỳ. Năm 2010, dân số của xã này là 460 người.